# Konvikt
Ein Konvikt (von lat. convivere; sowohl convictus, -us m. als auch convictio, -onis f. Gemeinschaft, Zusammenleben), deutsch Studienhaus oder Stift, nennt man dem Klosterleben nachgebildete, meist auf alten Stiftungen beruhende oder aus öffentlichen Mitteln unterhaltene Institute für Schüler oder Studenten im kirchlichen Bereich, mit Wohnmöglichkeit und einer gemeinsamen Hausordnung. Der Unterschied gegenüber profanen Heimen ist insbesondere die im Konvikt angebotene Seelsorge.

## Theologenkonvikt
Ein Konvikt steht in Verbindung zur jeweiligen Landeskirche bzw. zum Bistum und zur naheliegenden Theologischen Fakultät. Es ist als studienbegleitende Ausbildungseinrichtung für Pfarramts- und Lehramtsanwärter gedacht. Teilweise sind Konvikte auch für christliche Studierende anderer Fachrichtungen und Konfessionen offen. Das Theologenkonvikt ist ein angegliedertes kirchliches Heim, in dem je nach konfessioneller Ausrichtung römisch-katholische Priesteramtskandidaten oder evangelische Pfarrer ausgebildet werden.
- Katholische Konvikte im deutschsprachigen Raum:
  - Collegium Albertinum, Erzbistum Köln
  - Collegium Leoninum, Erzbistum Paderborn
  - Collegium Ambrosianum, ehemaliges Spätberufenenseminar der Diözese Rottenburg-Stuttgart, heute Theologisch-Propädeutisches Seminar
  - Collegium Borromaeum, Erzbistum Freiburg
  - Kolleg St. Josef Ehingen, Gymnasialkonvikt mit Studienheim der Diözese Rottenburg-Stuttgart
  - Paulushaus (früher: Collegium Leoninum) in Bonn, Bistum Aachen
  - Priesterseminar Borromaeum, Konvikt und Seminar des Bistums Münster
  - Wilhelmsstift, Theologenkonvikt der Diözese Rottenburg-Stuttgart in Tübingen mit der angeschlossenen Konviktsbibliothek Wilhelmsstift
  - Canisianum in Innsbruck
  - Pauluskolleg, ein Konvikt für angehende Gemeindereferenten und Gemeindereferentinnen in Paderborn
  - Dr.-Maria-Reinartz-Haus (Kolleg) Mainz, ein Konvikt für angehende Gemeindereferenten und Gemeindereferentinnen in Mainz
- Evangelische Konvikte im deutschsprachigen Raum:
  - Adolf-Clarenbach-Haus (Goebenstift), Bonn
  - Albrecht-Bengel-Haus, Tübingen
  - Evangelisches Konvikt Halle – Studienhaus der Evangelischen Kirche in Mitteldeutschland (ehemals Kirchenprovinz Sachsen) in den Franckeschen Stiftungen
  - Reformiertes Convict Halle – kirchliche Stiftung mitten in der halleschen Innenstadt
  - Schlesisches Konvikt
  - Evangelisches Stift Tübingen
  - Stiftung Johanneum, evangelisch-theologisches Konvikt als freie Stiftung in Berlin
  - Theologisches Konvikt Berlin
  - Theologisches Studienhaus Greifswald

## Gymnasialkonvikt

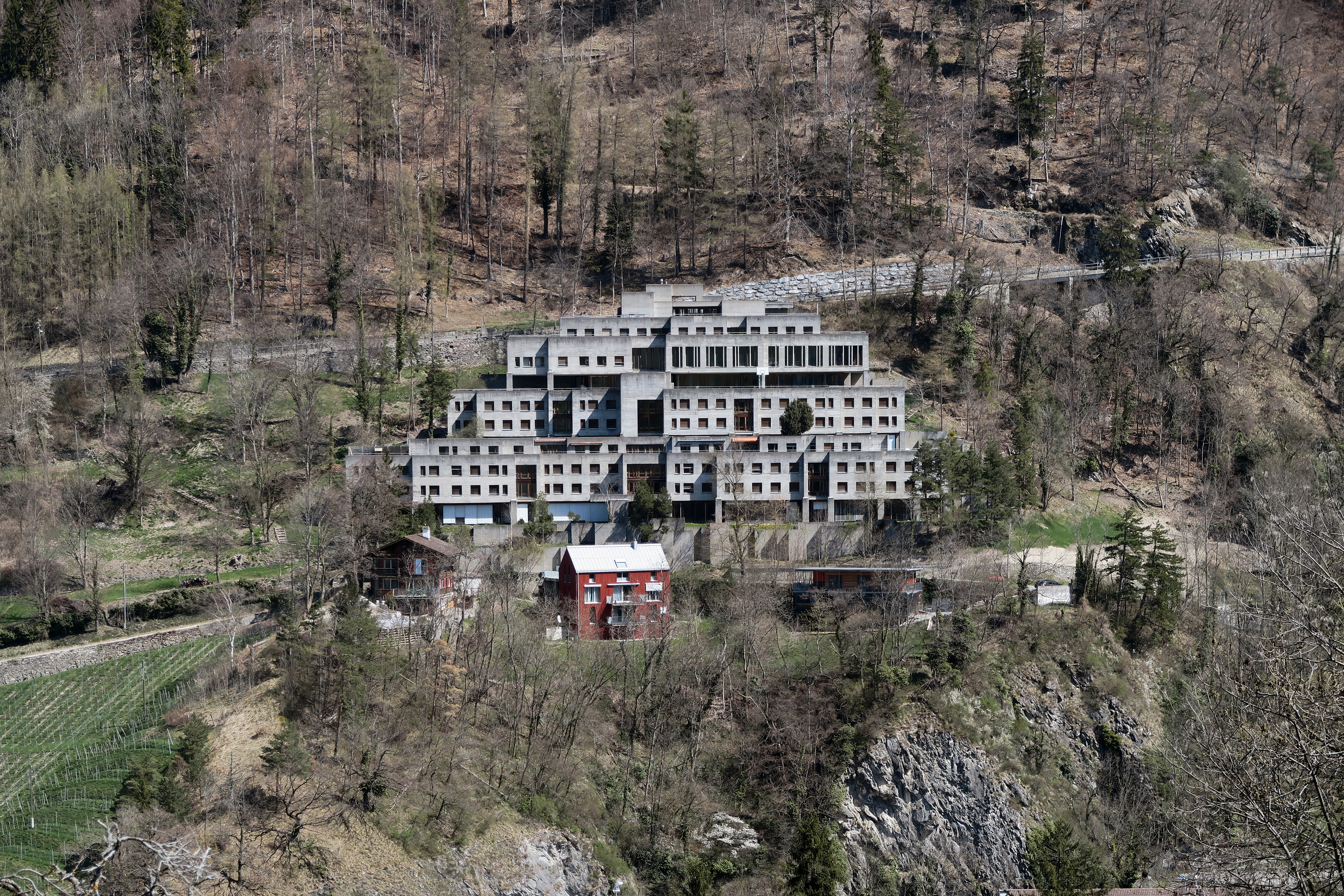
Konviktsgebäude in Chur

Neben den für Studenten bzw. Seminaristen bestimmten Konvikten gab es an verschiedenen Orten auch Konvikte für Gymnasiasten. Sie waren häufig als Internat einer kirchlichen Schule angeschlossen, es gab jedoch auch kirchliche Konvikte, in denen Schüler lebten, die ein staatliches bzw. städtisches Gymnasium besuchten, hier bestand also keine direkte organisatorische Verbindung zwischen Konvikt und Schule (z. B. in Trier, wo die Bewohner des bischöflichen Konvikts das Friedrich-Wilhelm-Gymnasium besuchten).
Schulkonvikte sind in der Vergangenheit meist in reguläre Schulen oder Internate bzw. Schülerhorte umgewandelt worden.
- Deutschland:
  - Bischöfliches Gymnasialkonvikt Rottweil, Diözese Rottenburg-Stuttgart
  - Konvikt Glatz in Glatz, der Hauptstadt der Grafschaft Glatz (bis 1945 für die Schüler des Katholischen Gymnasiums Glatz, Erzbistum Prag).

- Österreich:
  - Konvikt der Zwettler Sängerknaben im Stift Zwettl[1]
  - Im Stiftsgymnasium Kremsmünster wurde das traditionsreiche Internat im Jahr 2013 geschlossen und wird heute als Tagesheim weitergeführt.
  - Das Konvikt Stift Melk ist heute nicht mehr besetzt, weitere Internate öffentlicher Schulen werden nur mehr umgangssprachlich „Konvikt“ genannt.
  - Das Konvikt in St. Paul im Lavanttal ist Teil des Stiftsgymnasiums der Benediktiner. Dort ist die Unterstufe des Gymnasiums untergebracht. Früher war das Konvikt Internat, heute handelt es sich nur mehr um eine reguläre allgemeinbildende höhere Schule (AHS).

- Schweiz:
  - Konvikt der Kantonsschule in Chur
  - Konvikt der Kantonsschule Trogen in Trogen
  - Konvikt der Pädagogischen Maturitätsschule in Kreuzlingen

## Sprachenkonvikte
Sprachenkonvikte sind Einrichtungen der evangelischen Landeskirchen oder katholischer Diözesen, an denen die alten Sprachen (Altgriechisch, Hebräisch, Latein) erlernt und erforscht werden.
- Kolleg St. Josef in Ehingen an der Donau, Bistum Rottenburg-Stuttgart
- Konvikt Rottweil in Rottweil, Bistum Rottenburg-Stuttgart